# Lempäälä

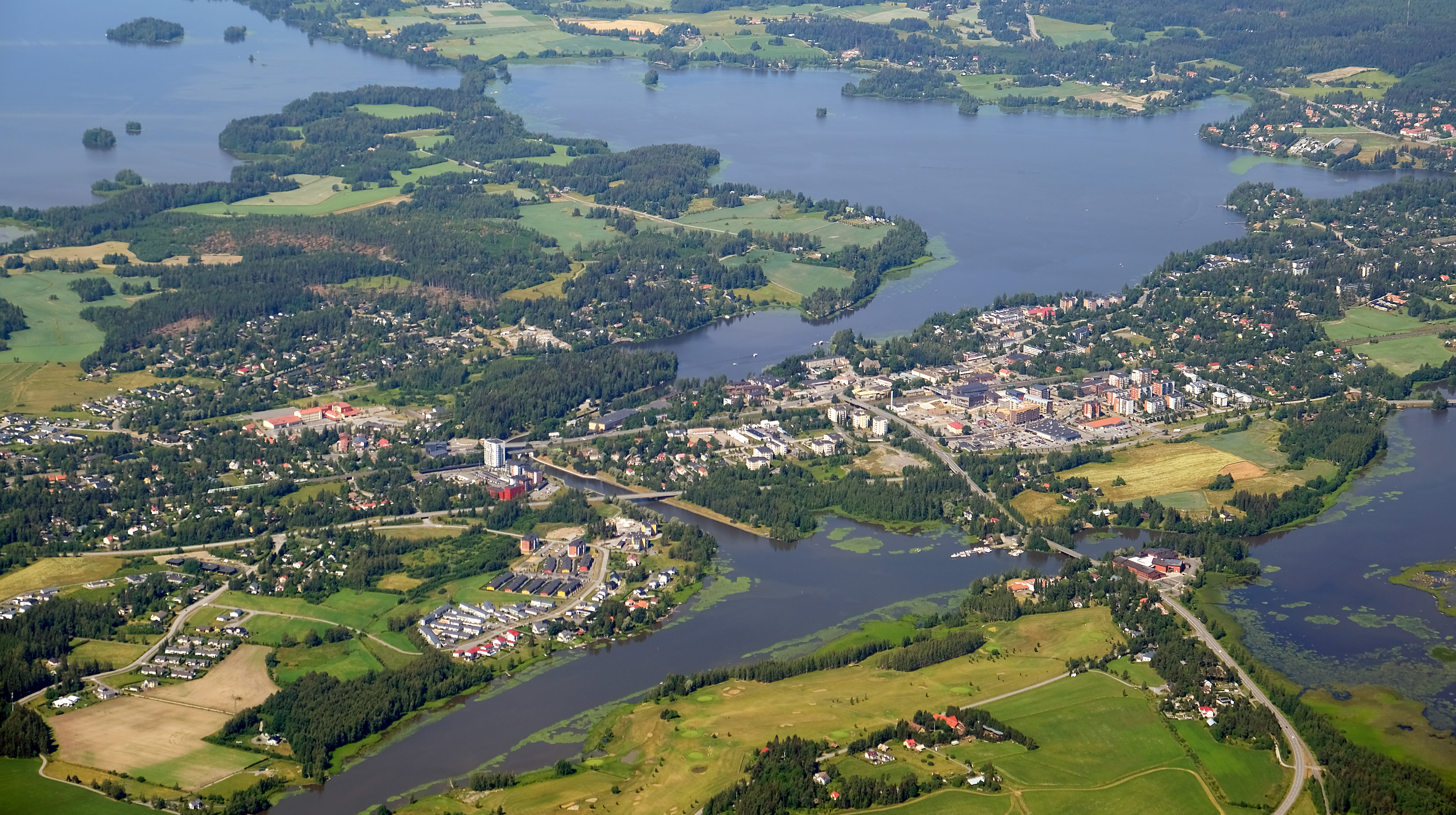
Lempäälä

Lempäälä [ˈlɛmpæːlæ] (schwedisch Lembois) ist eine finnische Gemeinde und liegt etwa 20 km von Tampere entfernt, nahe dem Lempäälä-Kanal und der Kuokkala-Stromschnelle. Das Zentrum liegt auf einer Insel im See Kirkkojärvi. Sehenswürdigkeiten sind die Kirche der Heiligen Brigitta aus den Anfängen des 16. Jahrhunderts sowie der Lampäälä-Kanal (rund 2 km lang).

## Ideapark
In Lempäälä befindet sich (seit dem 1. Dezember 2006 geöffnet) eines der größten Einkaufszentren Skandinaviens, der Ideapark. Es enthält etwa 200 Geschäfte, eine Eisbahn, ein unabhängiges kulturelles Zentrum für Kinder, einen Hundepark und viele Restaurants.

## Gemeindepartnerschaften
Lempäälä unterhält folgende Gemeindepartnerschaften:
- Ulricehamn (Schweden)
- Øvre Eiker (Norwegen)
- Kerteminde (Dänemark)
- Tapolca (Ungarn)
- Upplands-Bro (Schweden)

## Persönlichkeiten
- Jenni Hiirikoski (* 1987), Eishockeyspielerin
- Santeri Kuusiniemi (* 1998), Hürdenläufer